# Goryphus ultimus
Goryphus ultimus là một loài tò vò trong họ Ichneumonidae.